# Polystichum thomsonii
Polystichum thomsonii är en träjonväxtart som först beskrevs av J. D. Hook., och fick sitt nu gällande namn av Richard Henry Beddome. Polystichum thomsonii ingår i släktet Polystichum och familjen Dryopteridaceae. Inga underarter finns listade.